# Wneg
WENEG (dinastia a II-a)
Numele de domnie: Weneg. Variantă fonetizată: Uneg.
Numele grec: Tlas(Manethon, Fr.8).
	După opinia lui T. Wilkinson, moartea faraonului *Ninetjer a adâncit și mai mult criza dinastiei a II-a. Judecând după aria de răspândire geografică a documentelor descoperite, unii specialiști sunt de părere că urmașii lui *Ninetjer ar fi domnit numai în Egiptul de Jos. Într-adevăr, numele faraonului Weneg nu apare înafara zonei Saqqara, cel puțin pe baza descoperirilor de până acum.
	Weneg este considerat al 4-lea faraon al dinastiei a II-a. Numele său Horus nu este încă cunoscut, în schimb Weneg este și numele-nebti al suveranului. Din acest motiv, anumiți egiptologi, cum ar fi J. von Beckerath sau Th. Schneider, au redat numele domnitorului prin combinația fonetică Wenegnebti.
	În Epoca dinastică timpurie numele de domnie (nesuti-biti „rege dual“) este scris prin intermediul semnului hieroglific al florii, citit la origine wng (weneg). Această variantă apare în cazul acelor inscripții (7 la număr) care apar pe vasele descoperite lângă piramida în trepte a lui *Djoser, apoi pe 3 farfurii provenite din mormântul S3014 din aceeași localitate și o altă inscripție de proveniență incertă.
	Ulterior, scribii Epocii Imperiului, care au confundat semnul florii cu cel al papirusului (wadj), au optat pentru un nume nou: Wadj-nes „Cel cu limba sănătoasă“, tradusă în greacă prin ougot-las, de unde și varianta lui Manethon. Lista regală de la Abydos(Nr.12), Lista regală de la Saqqara (nr.6) și poate și Canonul Regal din Torino (II.23) au înregistrat această variantă a numelui. Trebuie remarcat faptul că asemenea „rebotezări“ sunt destul de frecvente în documentele Imperiului, prin intermediul lor creându-se faraoni inexistenți sau cel puțin cu nume neatestate în perioadele anterioare.
	După cum am observat, ceea ce am aflat până acum despre „domnia“ acestui personaj este legat de variantele grafice și fonetice ale numelor sale. Pentru a mări incertitudinea referitoare la Weneg se mai poate adăuga faptul că anumiți egiptologi au încercat să-l asocieze sau să-l identifice cu un alt faraon. De exemplu: pentru W. Barta, Weneg-Wadjnes este una și aceeași persoană cu *Sekhemib, iar pentru J. Kahl faraonul în discuție este identic cu Raneb(o altă modalitate de citire a numelui *Nebre).
	Mormântul lui Weneg nu a fost încă descoperit. După unii egiptologi ar fi fost cel însușit de către Merineith-Merire (dinastia a XVIII-a), după alții mormântul S3014 din aceeași localitate, adică Saqqara.
Bibl.: T. A. H. Wilkinson, Early Dynastic Egypt, London- New York, 1999, pp. 87–88; W. Helck, în: LdÄ VI, col. 848; Idem, Untersuchungen zur Thinithenzeit, Wiesbaden, 1987, p. 103; P. Lacau, J.-P. Lauer, La Pyramide à degrés. IV. Inscriptions gravées sur les vases, Le Caire, 1959, pl. 19, nr.105, pl. 20, nr.101-107 și p. 53, fig. 5 a,b,c; J. Kahl, Ra is my Lord, Wiesbaden, 2007, pp. 7–12; B.Grdseloff, Notes d’épigraphie archaïque, în: ASAE 44(1944), pp. 288–291; J. von Beckerath, Handbuch der ägyptischen Königsnamen, München, 1984, pp. 48, 173-174; W. G. Waddell, Manetho, London, Reprint, 1980, pp. 36–37; Miron Ciho, Lexikonul faraonilor, București Edit. Univ. din București, 2008, sub tipar.